# Памятник Герою-освободителю (Илбенге)
«Памятник Герою-освободителю в честь 60-летия Победы в Великой Отечественной войне» — мемориальный памятник, посвящённый памяти воинов погибших в годы Великой Отечественной войны в селе Илбенге, Баппагайинского наслега, Вилюйского улуса, Республики Саха (Якутия). Памятник истории и культуры местного значения.

## Общая информация
После победоносного окончания Великой Отечественной войны в городах и сёлах республики Якутия стали активно возводить первые памятники и мемориалы, посвящённые павшим солдатам. Памятник Герою-освободителю был установлен в селе Илбенге Баппагайинского наслега Вилюйского улуса в 2005 году в центральной части села на улице Портновской. Открытие памятника было приурочено к празднованию 60-летия Победы в Великой Отечественной войне.

## История
По архивным сведениям и документам, в годы Великой Отечественной войны 74 баппагаинца сражались на фронтах из них 27 погибло или пропало без вести на полях сражений. В годы войны за особую храбрость М. А. Алексеев, Ф. С. Томский и А. Г. Харлампьев награждены орденами и медалями. 25 человек были отправлены на трудовой фронт, в том числе в бухте Тикси, расположенной в Заполярье — 13 человек.

## Описание памятника
Памятник Герою-освободителю возведённый в Илбенге, второй монумент после обелиска павшим воинам Великой Отечественной войны (1941—1945 гг.) в ознаменование 40-летия Победы посвящённый подвигу баппагаинцев, павшим в боях за Родину в годы Великой Отечественной войны (1941—1945 гг.). Его открытие было приурочено к празднованию 60-летия Победы. Скульптор памятника Гаврил Моисеевич Васильев. Памятник представляет собой композицию скульптуры солдата в полный рост, которая установлена на постамент, а рядом размещены бетонные тумбы с закреплёнными на них алюминиевыми табличками. Высота скульптуры солдата 3,5 метра. Постамент имеет форму цилиндра. Основание памятника квадратной формы. Скульптура выкрашена в серебристый цвет. Памятник выполнен из бетона. Справа и слева от солдата находятся бетонные тумбы, на которых прикреплены 14 мемориальных табличек. На табличках нанесены имена 24 воинов, участников Великой Отечественной войны (1941—1945 гг.), 29 фамилий павших воинов на фронтах войны и 60 фамилий тружеников тыла.
Справа от памятника установлены таблички из чёрного гранита. На табличках фотографии и надписи: «Алексеев Михаил Андреевич (1917—1995 гг.) — народный учитель СССР. Отличник народного образования СССР, заслуженный учитель школ ЯАССР и РСФСР, ветеран Великой Отечественной войны, кавалер ордена им. В. И. Ленина»; «Федоров Николай Васильевич 14.11.1916-10.04.1945 — гвардии сержант»; «Николаев Егор Егорович — охотник-кавалер ордена Ленина». Памятник обнесён изгородью на бетонном основании, столбики забора из металлических труб, сама изгородь из профлиста.
В соответствии с приказом Министерства культуры и духовного развития Республики Саха (Якутия) «О включении выявленного объекта культурного наследия „Памятник Герою-освободителю в честь 60-летия Победы в Великой Отечественной войне“, расположенного по адресу: Республика Саха (Якутия), Вилюйский улус (район), МО „Баппагаинский наслег“, с. Илбенге, ул. Портовская», памятник внесён в реестр объектов культурного наследия народов Российской Федерации и охраняется государством.